# Guêpier de Perse
Merops persicus
Espèce
Statut de conservation UICN

 LC  : Préoccupation mineure
Le Guêpier de Perse (Merops persicus) est une espèce d'oiseaux de la famille des Meropidae.

## Morphologie
Cet oiseau présente un plumage vert vif et une gorge rouge roussâtre avec du jaune uniquement sur le menton. Ses rectrices médianes sont très longues.

## Comportement
Cet oiseau présente un vol rapide et gracieux.

### Alimentation
Cet oiseau consomme essentiellement des insectes, en particulier des hyménoptères (abeilles, guêpes et frelons).

## Reproduction

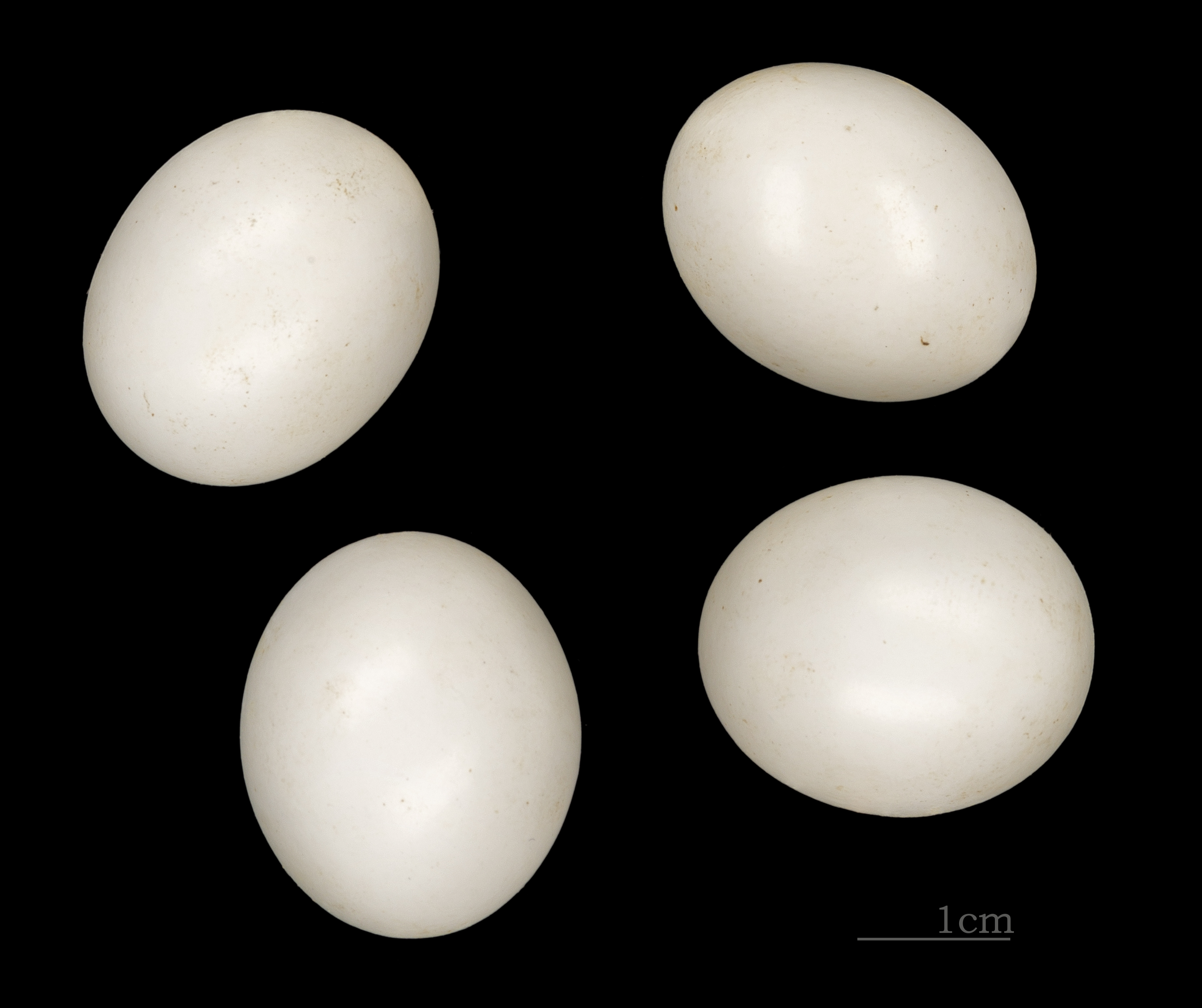
Œufs de Guêpier de Perse - Muséum de Toulouse

Cet oiseau niche en solitaire ou en colonies lâches dans les plaines et les talus sableux ainsi que dans les fossés. Le nid est établi au fond d'un tunnel de un à trois mètres.

## Répartition
Son aire s'étend en Afrique du Nord et au Moyen-Orient, mais également dans le nord du Sénégal et au Mali où il réside tout au long de l'année.

## Habitat
Cet oiseau vit presque toujours dans des zones semi-désertiques à proximité d'étendues comme les rivières, les canaux d'irrigation, les lacs et les marais.